# Претор
Пре́тор (лат. praetor, від лат. praeire — йти попереду, очолювати) — державна посада в Стародавньому Римі. У ході історичного розвитку Стародавнього Риму зміст і функції цієї посади змінювалися.
У період ранньої Римської республіки (після скасування царства) преторами іменували два вищі магістрати — консулів і диктаторів. У 367 до н. е., з часу законів Ліцинія і Секстія (лат. Leges Liciniae Sextiae), верховний посадовець став іменуватися консулом, а термін «претор» став позначати наступну після консула посаду, при цьому його основною компетенцією стало здійснення міського правосуддя у цивільних справах. За відсутності консула преторові належала вища влада.
З 242 до н. е. стали обиратися два претори — міський претор (лат. Praetor urbanus), що відав судовими процесами між римськими громадянами, і претор для ведення справ між римськими громадянами і чужоземцями або між самими чужоземцями (лат. Praetor peregrinus).
В епоху принципату правотворча діяльність преторів та інших магістратів не могла зберегти свого минулого значення, оскільки посилювалася і поширювалася влада імператорів, які прагнули прибрати до своїх рук діяльність судових органів.
Утворення римських провінцій привело до появи інших посад преторів — з 227 до н. е. в Сицилії і Сардинії, а з 197 до н. е. — в обох іспанських провінціях (Близька Іспанія і Далека Іспанія).
При Суллі число преторів збільшилося до восьми, при Цезарі — до шістнадцяти, а за часів Римської імперії — до вісімнадцяти. За часів Імперії посади преторів вже втратили минуле значення, але слугували необхідним ступенем для заміщення цілого ряду вищих адміністративних постів і офіцерських посад на шляху до сенаторської посади. У епоху Імперії преторами називалися також вищі посадовці в містах.
Преторами у сучасній Італії називають одноосібних суддів претури — нижчої ланки італійської судової системи, якій крім судових, належить багато функцій слідства.